# Golungo Alto
Golungo Alto é uma cidade e município da província do Cuanza Norte, em Angola.
Tem 1 989 km² e cerca de 70 mil habitantes. É limitado a norte pelo município de Pango Aluquém, a leste pelos municípios de Gonguembo e Lucala, a sul pelo município de Cazengo, e a oeste pelo município de Cambambe.
O município é constituído pela comuna-sede, correspondente à cidade de Golungo Alto, e pelas comunas de Cambondo, Cêrca e Quiluanje.
A cidade era servida por uma estação ferroviária, que a ligava ao Caminho de Ferro de Luanda através do Ramal do Golungo Alto.
A cidade foi a capital do distrito do Golungo Alto (atual província do Cuanza Norte) entre o século XVII e 1866, com um curto intervalo entre 1857 e 1861 o distrito ficando inexistente. O distrito foi recriado em 1914 (já com o nome Cuanza), com capital novamente no Golungo, mas, logo depois, a sede provincial foi transferida para Nadalatando.